# LNFA 2
La LNFA 2 es el segundo nivel de la Liga Nacional de Fútbol Americano, y la organiza la Federación Española de Fútbol Americano.

## Historia
En 2003 se había organizado un "Campeonato de España de Fútbol Americano a 7", cuya liga regular estuvo dividida en cuatro conferencias territoriales: Cataluña, Madrid (donde se incluyó a Santurce Coyotes), Valencia y Andalucía, clasificándose los campeones para una final-four celebrada en Sevilla en junio. Posteriormente a la disputa de ese campeonato de España modalidad 7x7, se celebró una reunión de clubes en el complejo de La Petxina de Valencia el 24 de enero de 2004, donde se sentaron las bases de la primera edición de la LNFA 2, que inició sus partidos pocas semanas después, organizada por la Agrupación Española de Fútbol Americano (AEFA), en la modalidad 9x9. 
El 25 de julio de 2008 en una reunión de los equipos que la integraban, en Coslada, se aprobó solicitar a la Agrupación Española de Fútbol Americano (AEFA), el cambio de nombre de la Liga a Iberian Football League para representar mejor su ámbito territorial, ya que desde la temporada 2008 competían en ella equipos portugueses junto con los españoles, pero en la asamblea anual de la AEFA, celebrada el 20 de diciembre de 2008, se rechazó la solicitud de cambio de nombre.
En 2009 dejó de celebrarse, siendo sustituida en 2010 por lo que la Agrupación Española de Fútbol Americano (AEFA) denominó challenges, un formato flexible de encuentros entre equipos disputados bajo la modalidad de 7x7, en España y por la Liga Portuguesa de Fútbol Americano en Portugal.
En la temporada 2012, tras la fundación de la Federación Española de Fútbol Americano, la Liga Nacional de Fútbol Americano crea la LNFA Elite, formando el resto de equipos de la LNFA una serie de conferencias equivalentes a un segundo nivel o segunda división del fútbol americano es España. Estos equipos se integran en la LNFA Serie B en la temporada 2014, pasando la LNFA Elite a denominarse LNFA Serie A.
En la temporada 2025, la LNFA Serie B recupera el nombre de LNFA 2.

## Palmarés[5]
| Año  | Campeón                | Subcampeón             | Resultado de la Final |
| ---- | ---------------------- | ---------------------- | --------------------- |
| 2004 | Barcelona Uroloki      | Zaragoza Lions         | 26-18                 |
| 2005 | Barcelona Uroloki      | Las Rozas Black Demons | 52-32                 |
| 2006 | Las Rozas Black Demons | Tarrasa Reds           | 38-18                 |
| 2007 | Reus Imperials         | Argentona Bocs         | 15-12                 |
| 2008 | Reus Imperials         | Valencia Giants        | 16-10                 |
| 2009 | Reus Imperials         | Valencia Giants        | 20-14                 |
| 2010 | Reus Imperials         | Valencia Giants        |                       |
| 2012 | Las Rozas Black Demons | Valencia Giants        | 14-10                 |
| 2013 | Granada Lions          | Barberá Rookies        | 13-3                  |
| 2014 | Mallorca Voltors       | Reus Imperials         | 9-7                   |
| 2015 | Reus Imperials         | Barberá Rookies        | 24-20                 |
| 2016 | Murcia Cobras          | L'Hospitalet Pioners   | 10-8                  |
| 2017 | Las Rozas Black Demons | L'Hospitalet Pioners   | 41-27                 |
| 2021 | L'Hospitalet Pioners   | Barberá Rookies        | 24-21                 |
| 2022 | Alcobendas Cavaliers   | Valencia Firebats      | 14-13                 |
| 2023 | Barcelona Pagesos      | Terrassa Reds          | 10-7                  |
| 2024 | Terrassa Reds          | Valencia Giants        | 30-16                 |
| 2025 | Valencia Firebats      | Alcobendas Cavaliers   | 45-6                  |